# Камышловское сельское поселение
Камышловское се́льское поселе́ние — муниципальное образование в Любинском районе Омской области Российской Федерации.
Административный центр — посёлок Камышловский.

## История
Статус и границы сельского поселения установлены Законом Омской области от 30 июля 2004 года № 548-ОЗ «О границах и статусе муниципальных образований Омской области».

## Население
| 2010  | 2011  | 2012  | 2013  | 2014  | 2015  | 2016  |
| ----- | ----- | ----- | ----- | ----- | ----- | ----- |
| 2183  | ↗2184 | ↗2266 | ↗2336 | ↗2391 | ↗2394 | ↗2413 |
| 2017  | 2018  | 2019  | 2020  | 2021  | 2023  |       |
| ↘2360 | ↗2366 | ↘2337 | ↘2326 | ↗2627 | ↗2644 |       |

## Состав сельского поселения
| № | Населённый пункт | Тип населённого пункта             | Население |
| - | ---------------- | ---------------------------------- | --------- |
| 1 | 2672 км          | железнодорожный остановочный пункт | 77        |
| 2 | XVI Партсъезд    | деревня                            | 315       |
| 3 | Камышловский     | посёлок, административный центр    | 1451      |
| 4 | Фёдоровка        | деревня                            | 340       |